# Forța vieții
Forța vieții (titlu original Lifeforce) este un film SF din 1985 regizat de Tobe Hooper după un scenariu de Dan O'Bannon și Don Jakoby bazat pe romanul lui Colin Wilson din 1976 denumit The Space Vampires. Cu Steve Railsback, Peter Firth, Frank Finlay, Mathilda May și Patrick Stewart în rolurile principale, filmul prezintă evenimentele care au loc pe Pământ după ce o misiune spațială britanico-americană găsește într-o uriașă navă extraterestră trei umanoizi aflați într-o stare de animație suspendată.

## Distribuție
- Steve Railsback ca Col. Tom Carlsen
- Peter Firth ca Col. Colin Caine
- Frank Finlay ca Dr. Hans Fallada
- Mathilda May ca Space Girl
- Patrick Stewart ca Dr. Armstrong
- Michael Gothard ca Dr. Bukovsky
- Nicholas Ball ca Roger Derebridge
- Aubrey Morris ca Sir Percy Heseltine
- Nancy Paul ca Ellen Donaldson
- John Hallam ca Lamson